# Eskymácký obrat

Eskymácký obrat

Eskymácký obrat je záchranný manévr (obvykle jednočlenné) posádky po převrácení zavřeného sportovního plavidla, nejčastěji kajaku.
Při převrácení otevřené lodě, například dvoumístné turistické kánoe, dojde okamžitě k zalití vnitřních prostor lodi a posádka vypadne do vody. V tomto případě nezbývá než doplavat i s pádly a převrácenou lodí ke břehu, tam ji vylít a převrátit zpět. Celý záchranný proces je pracný a zdlouhavý, ale v létě na klidných vodách zhruba do WW 1 až WW 2 není nebezpečný a nevyžaduje ani nějaké zvláštní schopnosti.
Zcela jinak je tomu v zavřeném kajaku. Vodák má na sobě oblečenou krycí zástěru (špricdeku, šprajdu), kterou pevně utěsní otvor v palubě, v němž sedí, takže loď ani po převrácení nezatopí voda. V tu chvíli ale je vodák hlavou ve vodě, nemůže tedy dýchat a navíc na divoké vodě hrozí úder kamenem do hlavy. Jediným řešením pro začátečníka je takzvané vykrysení, tady strhnutí šprajdy z lodi, vysunutí nohou a vyplavání. Mnohem elegantnějším řešením je eskymácký obrat.
Existuje mnoho variant eskymáckého obratu. Společné mají to, že vodák začne pohybem boků obracet loď a přitom se rukama opře o cokoli dostupného, dokončí obrat lodi a až na závěr vystrčí horní polovinu těla z vody. Oporou bývá standardně záběr pádla, při výcviku pak i okraj bazénu, destička nebo ruce ve vodě stojícího instruktora. Při správné koordinaci pohybů není obrat náročný na sílu, zkušení vodáci jej proto dokáží provést i bez pádla, tlakem rukou o vodu. V základní variantě s pádlem je pak nejúčinnější a nejjednodušší dopředný záběr s listem vedeným obloukem kolem lodi po hladině s obratem lodi uprostřed záběru pádla se zabírajícím listem daleko od lodi.
Eskymácký obrat je důležitý, ale pro začátečníky poměrně obtížný manévr, proto se jeho nácviku věnuje značná pozornost. V Česku se obvykle trénuje v mělké části bazénu, neboť je zde oproti řece teplejší, klidná a průhledná voda, což usnadňuje orientaci pod vodou i vlastní provedení manévru, a navíc se instruktor může ve vodě postavit a pomoci studentovi s obratem. Pro zmírnění strachu z vody se používá skřipec na nos, k lepší orientaci plavecké brýle. Trénuje se pohyb boky a především základní zásada, že hlava jde z vody jako poslední. Potom zpravidla následují obraty s držením se žlábku na okraji bazénu a o ruce instruktora. Následuje obrat s plastovou plovací destičkou, to je již obtížnější neboť opora destičky je omezená. Pokud student cviky zvládá, učí se již přímo s pádlem. Instruktor mu z počátku ukáže správný pohyb pádlem, potom již jen vede list a nakonec student eskymuje sám. Nácvik obratu v bazénu obvykle probíhá přes zimu mimo vodáckou sezónu. V ČR tyto kurzy pořádá několik vodáckých cestovních kanceláří a půjčoven, jeden kurs zpravidla trvá hodinu až hodinu a půl. Začátečník se většinou základní variantu obratu naučí až na druhém nebo třetím kurzu. Znalost obratu za optimálních podmínek v bazénu však ještě neznamená jeho praktické zvládnutí v reálné situaci na řece.